# The Magic of Belle Isle
The Magic of Belle Isle (bra O Reencontro) é um filme estadunidense de 2012, do gênero comédia dramática, dirigido por Rob Reiner e estrelado por Morgan Freeman e Virginia Madsen.

## Sinopse
Monte Wildhorn (Freeman) é um famoso escritor de faroeste que luta contra o alcoolismo. Para buscar inspiração, ele se muda para a pequena e pitoresca Belle Isle, onde fez amizade com uma mãe solteira atraente (Madsen) e suas filhas.

## Elenco
- Morgan Freeman - Monte Wildhorn
- Virginia Madsen - Charlotte O'Neil
- Emma Fuhrmann - Finnegan O'Neil
- Madeline Carroll - Willow O'Neil
- Nicolette Pierini - Flora O'Neil
- Kenan Thompson - Henry
- Kevin Pollak - Joe Viola
- Fred Willard - Al Kaiser
- Ash Christian - Carl Loop
- Jessica Hecht - Karen Loop